# Wannanosaurus
Wannanosaurus („Ještěr z jižní části provincie An-chuej“) byl rod bazálního (vývojově primitivního) pachycefalosauridního dinosaura, který žil v období pozdní křídy (geologický věk maastricht, asi před 72 až 68 miliony let) na území dnešní Číny.

## Historie a rozměry
Typový exemplář druhu W. yansiensis byl objeven a popsán paleontologem Lian-Hai Houem v roce 1977. Je znám z jediné fragmentární kostry, která vypovídá o jeho velmi malých rozměrech. Délka tohoto juvenilního exempláře se zřejmě pohybovala jen kolem 60 centimetrů až jednoho metru a je tak nejmenším dnes známým zástupcem své skupiny. Jako všichni ostatní členové této skupiny byl i Wannanosaurus býložravý nebo všežravý a živil se při zemi rostoucími rostlinami a možná i hmyzem.